# (3642) Frieden
(3642) Frieden (1953 XL1) – planetoida z pasa głównego asteroid okrążająca Słońce w ciągu 4,66 lat w średniej odległości 2,79 au Odkryła ją Herta Gessner 4 grudnia 1953 roku.